# Alpha Sextantis
Alpha Sextantis (15 Sextantis) é uma estrela na direção da Sextans. Possui uma ascensão reta de 10h 07m 56.30s e uma declinação de −00° 22′ 17.9″. Sua magnitude aparente é igual a 4.48. Considerando sua distância de 287 anos-luz em relação à Terra, sua magnitude absoluta é igual a −0.25. Pertence à classe espectral A0III.